# ウコギ科
ウコギ科 (ウコギか、Araliaceae) は真正双子葉類の科の一つ。木本、大型草本、およびつる性植物からなり、約60属900種を含む。
葉は掌状単葉または複葉（掌状、羽状）。花は小型で放射相称、子房下位。大きな散形などの花序を作る。
ウド、タラノキ、コシアブラ、タカノツメ、ウコギなど野菜・山菜として食用にされるもの、ヤツデ、カクレミノ、キヅタ、シェフレラなど庭木・観葉植物として利用されるもの、また薬用のオタネニンジン（朝鮮人参、高麗人参）などを含む。
最近の分子系統学的研究によれば、この科はセリ科およびトベラ科と近縁（セリ目）で、これらとの境界はまだ確定していない。セリ科を広くとってここにウコギ科を含める見解もある。かつてはミズキ科とも類縁があるといわれたが、旧ミズキ科の一部の種のみが近縁であるとしてセリ目に移されている。
Hydrocotyle（チドメグサ属：雑草のチドメグサや外国産の水草を含む）とTrachymene の2属はセリ科に入れられてきたが、これらもウコギ科の系統に含まれる。
属レベルの分類もまだ確定していない。かつては熱帯を中心に分布する多くの種がSchefflera（シェフレラ、フカノキ属）に含められたが、その後分離された。それでも最近の研究によればフカノキ属は多系統で、さらに分割される可能性がある。

## 主な属
- Aralia タラノキ属 - タラノキ、ウド
- Dendropanax カクレミノ属 - カクレミノ
- Eleutherococcus (Acanthopanax) ウコギ属 - エゾウコギ、ウコギ、コシアブラ
- Fatsia ヤツデ属 - ヤツデ
- Gamblea(Evodiopanax) タカノツメ属 - タカノツメ
- Hedera キヅタ属 - キヅタ、オカメヅタ、セイヨウキヅタ
- × Fatshedera ファツヘデラ（ヤツデとセイヨウキヅタの属間雑種）
- Kalopanax ハリギリ属 - ハリギリ
- Oplopanax ハリブキ属 - ハリブキ
- Osmoxylon コウトウヤツデ属 - オスモキシロン・リネアレ O. lineare
- Panax トチバニンジン属 - アメリカニンジン、オタネニンジン、サンシチニンジン、トチバニンジン
- Schefflera フカノキ属（シェフレラ属） - フカノキ、ヤドリフカノキ（シェフレラ）、ブラッサイア
- Tetrapanax カミヤツデ属 - カミヤツデ

## 画像

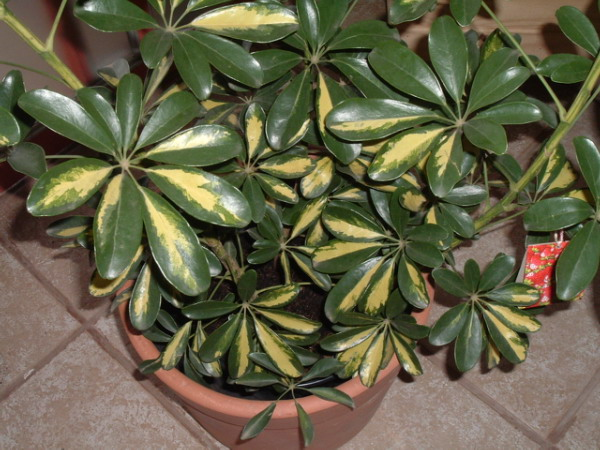
ヤドリフカノキ・斑入り品
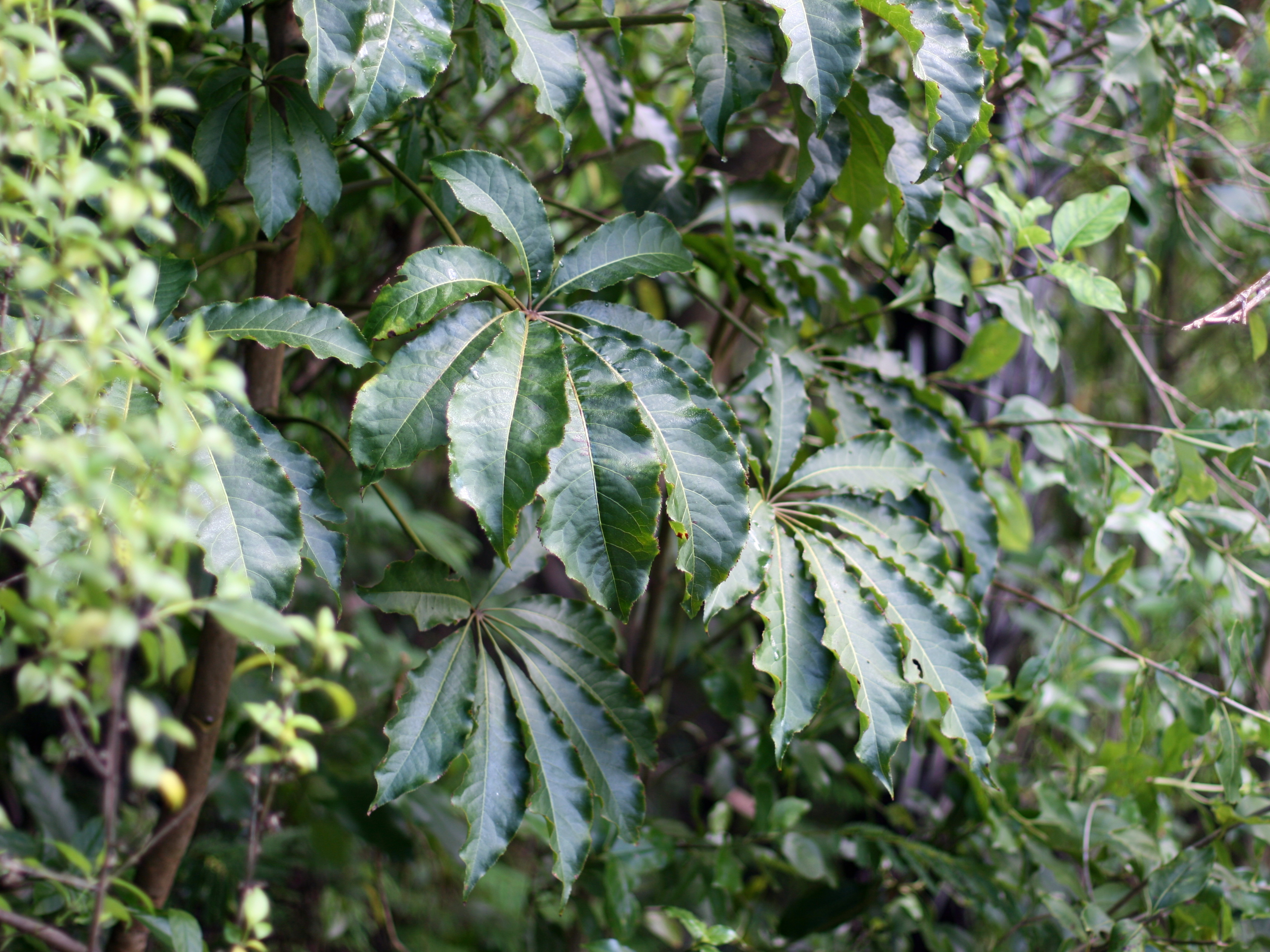
Schefflera digitata.
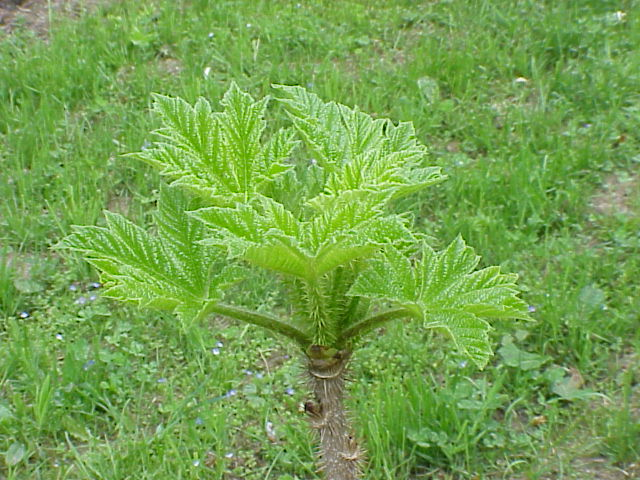
(Oplopanax horridus).
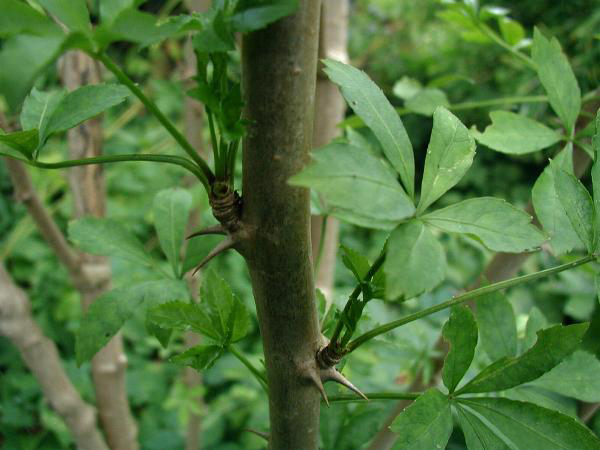
Eleutherococcus sieboldianus.
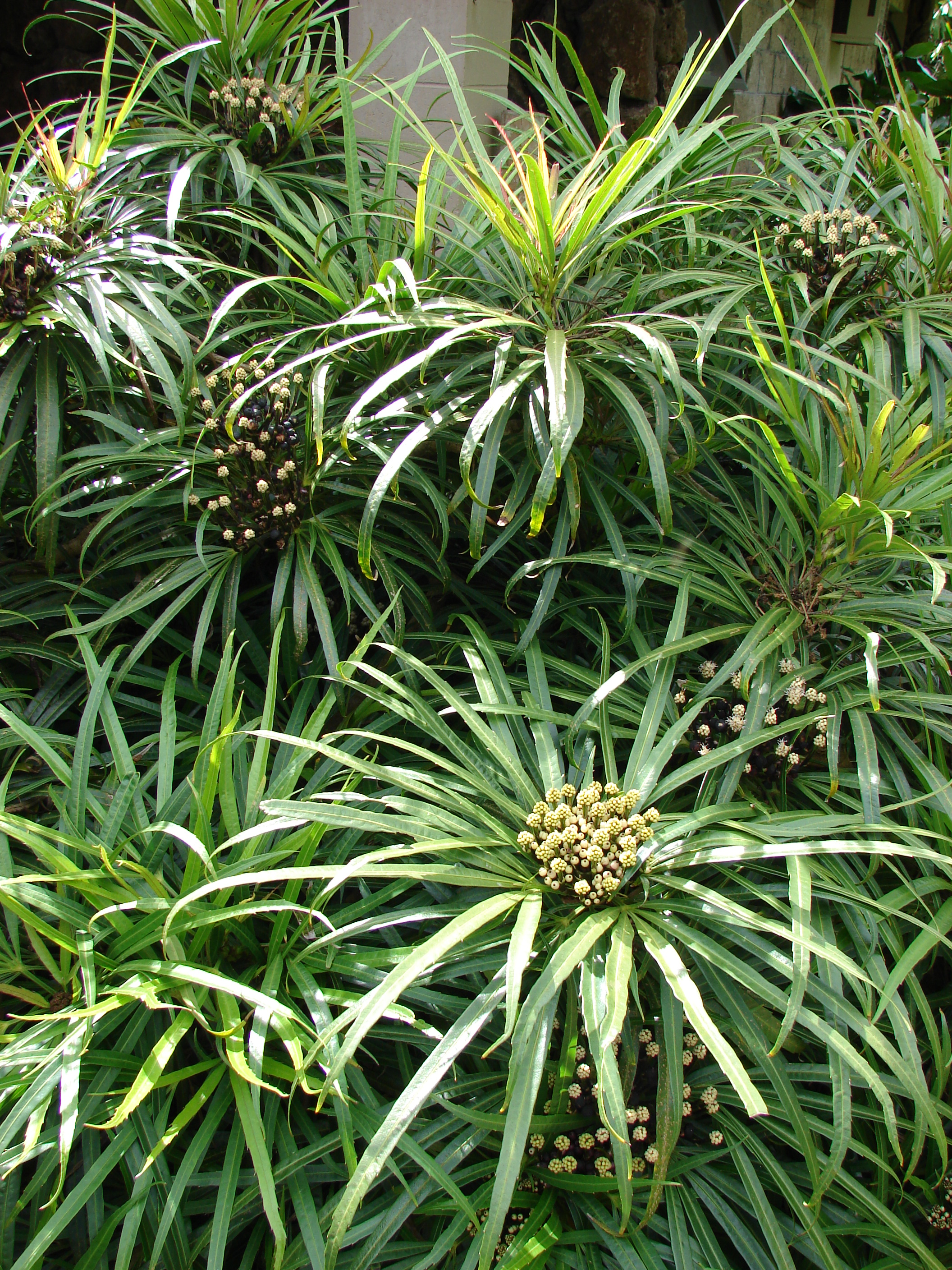
Osmoxylon lineare.
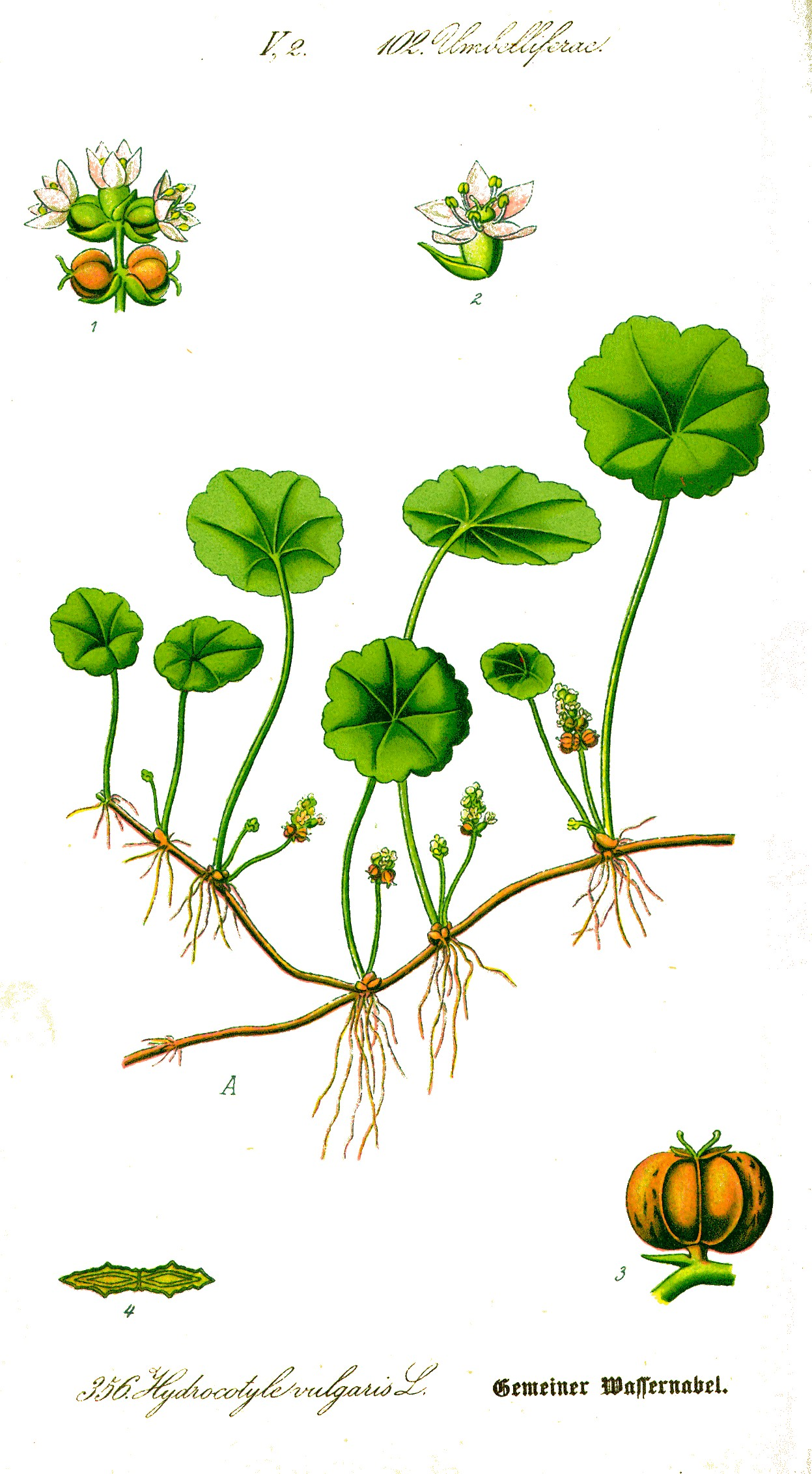
(Hydrocotyle vulgaris)
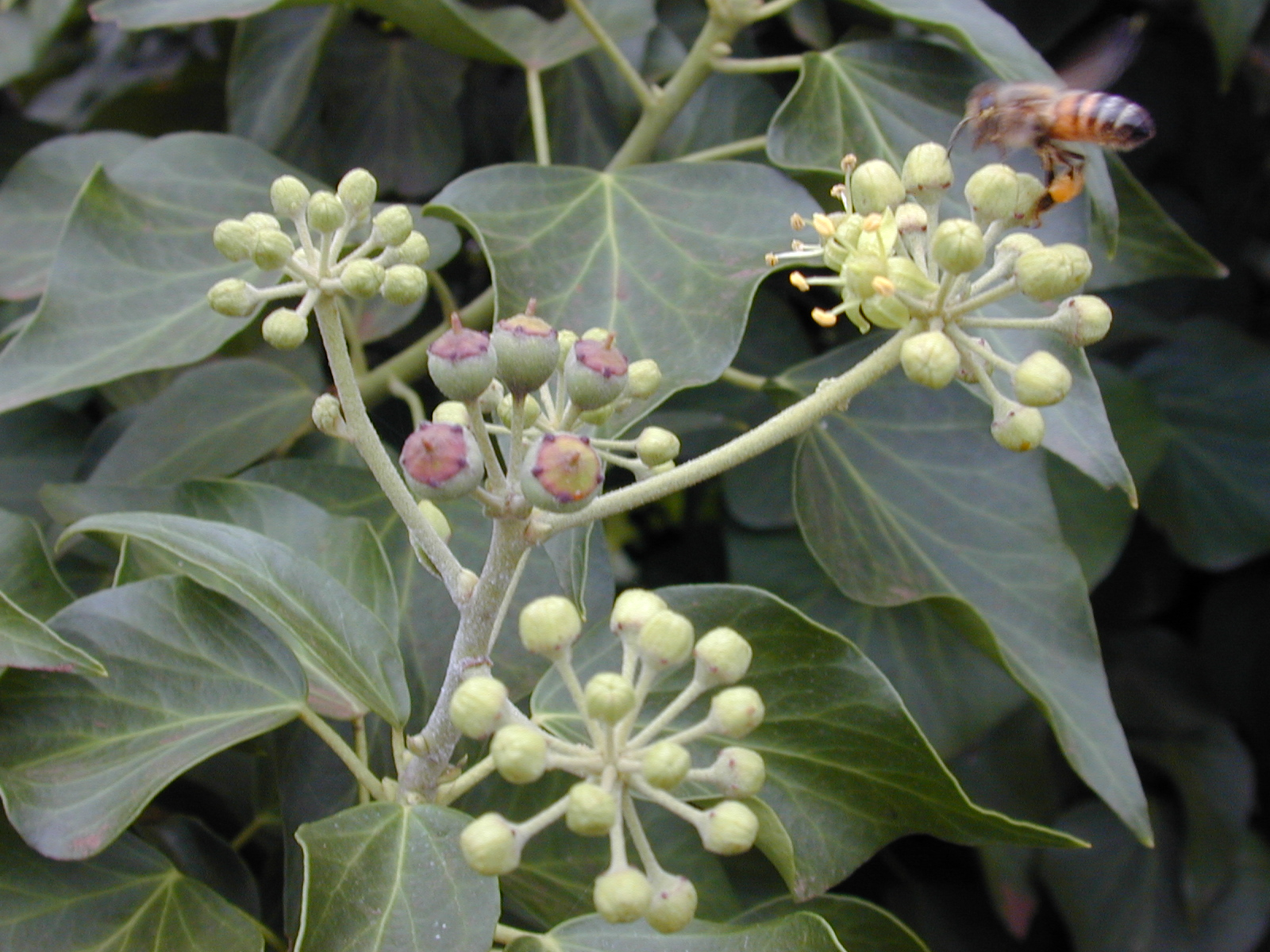
Hedera helix
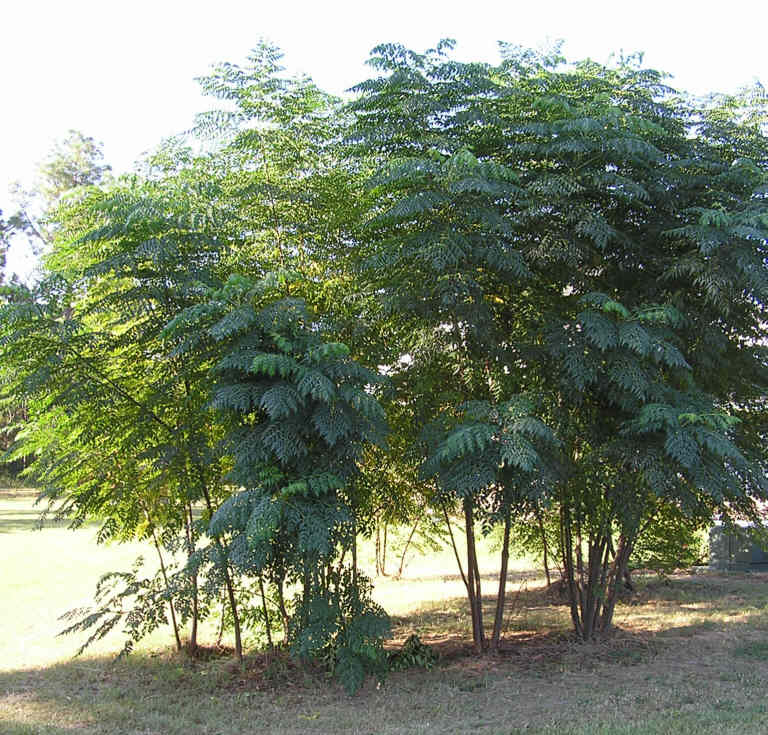
Aralia spinosa